# さよならDecember
『さよならDecember』（さよならディッセンバー）は、楠みちはるによる漫画短編集、またその表題作。

## 概要
1987年に発行された。作者の初期作品から読み切りの短編を選んでいる。不良少年、バイク、恋愛といったテーマをこの頃から取り扱っている。
「恋のローラーブギ」、「おまえとララバイ」の2作品に関しては、絵や作風が特に初期のものである。また、後年の作品で指摘される「登場人物の名前が作品間で同じになる傾向」は、この時期に既に始まっている。
なお、同じく初期の短編である「あこがれの白いスポーツカー」（後年のインタビューやプロフィールにおいてデビュー作として名前の出てくる作品）と「テディボーイ」は収録されていない。

## 収録作品
さよならDecember
高校生同士の純愛物。
ホントにAPRIL
これも高校生同士の純愛物。
バナナディンの夏
高校生カップルの妊娠騒動。
September Street -9月通り-
前後編の2話構成。大学生同士の切ない恋愛物。
恋のローラーブギ
ローラースケートに夢中になる女子高校生たちを描いた異色作。絵柄が特に初期のものであり、漫画的表現（走ると脚が増える等）が多用されている。
おまえとララバイ
『あいつとララバイ』のパイロット版ともいえる読み切り作品。登場人物の名前こそ異なるが、ほとんどの設定は『あいつとララバイ』に何らかの形で引き継がれている。
※初出の掲載誌、掲載号は、単行本に記されていない。

## 単行本
講談社ヤンマガKCスペシャル
1. 1987年10月17日 第1刷 ISBN 4-06-102086-2